# Skrzyp bagienny
Skrzyp bagienny (Equisetum fluviatile L.) – gatunek rośliny bagiennej należący do rodziny skrzypowatych. Występuje w strefie umiarkowanej na półkuli północnej. W  Polsce dość pospolity gatunek rodzimy. Roślina zarodnikowa, roślina trująca.
Przodkowie skrzypów, kalamity, szczególnie w epoce karbonu odegrały dużą rolę; ich wysokość dochodziła do 30 m.
Wszystkie skrzypy posiadają ścianę komórkową przesyconą krzemionką, dzięki czemu pędy ich są sztywne i szorstkie; przy dotknięciu „skrzypią”, czemu zawdzięczają swą nazwę.

## Morfologia

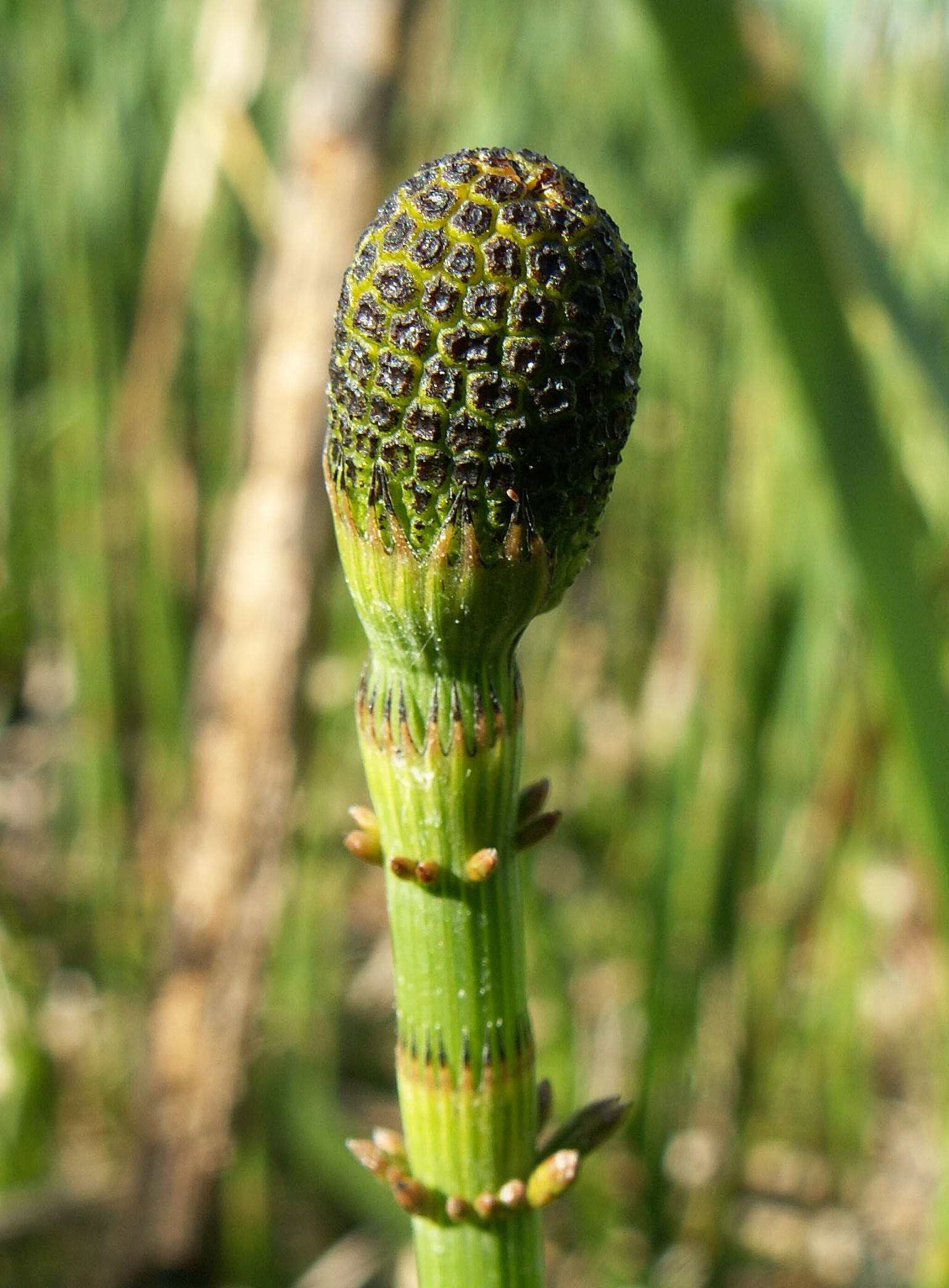
Kłos zarodnionośny

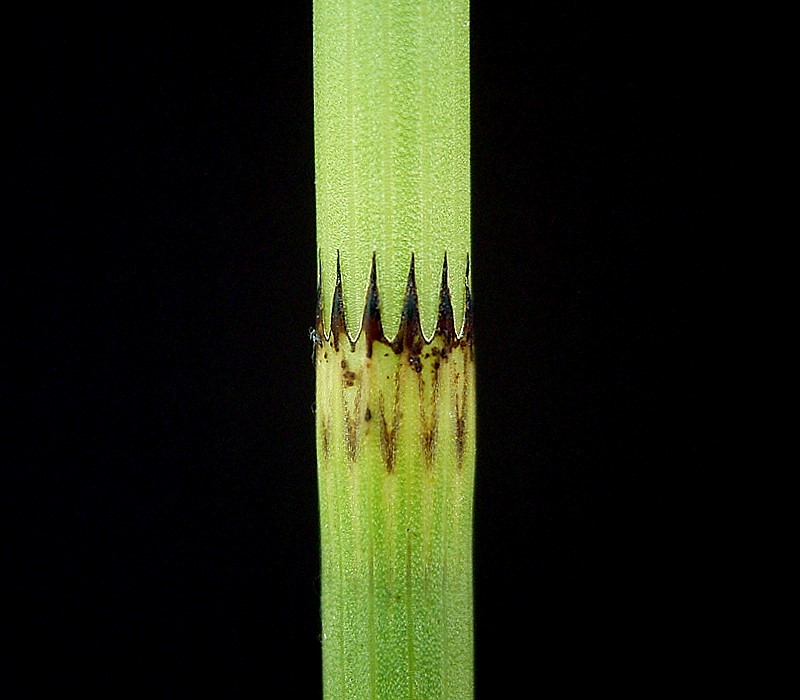
Pochwa liściowa

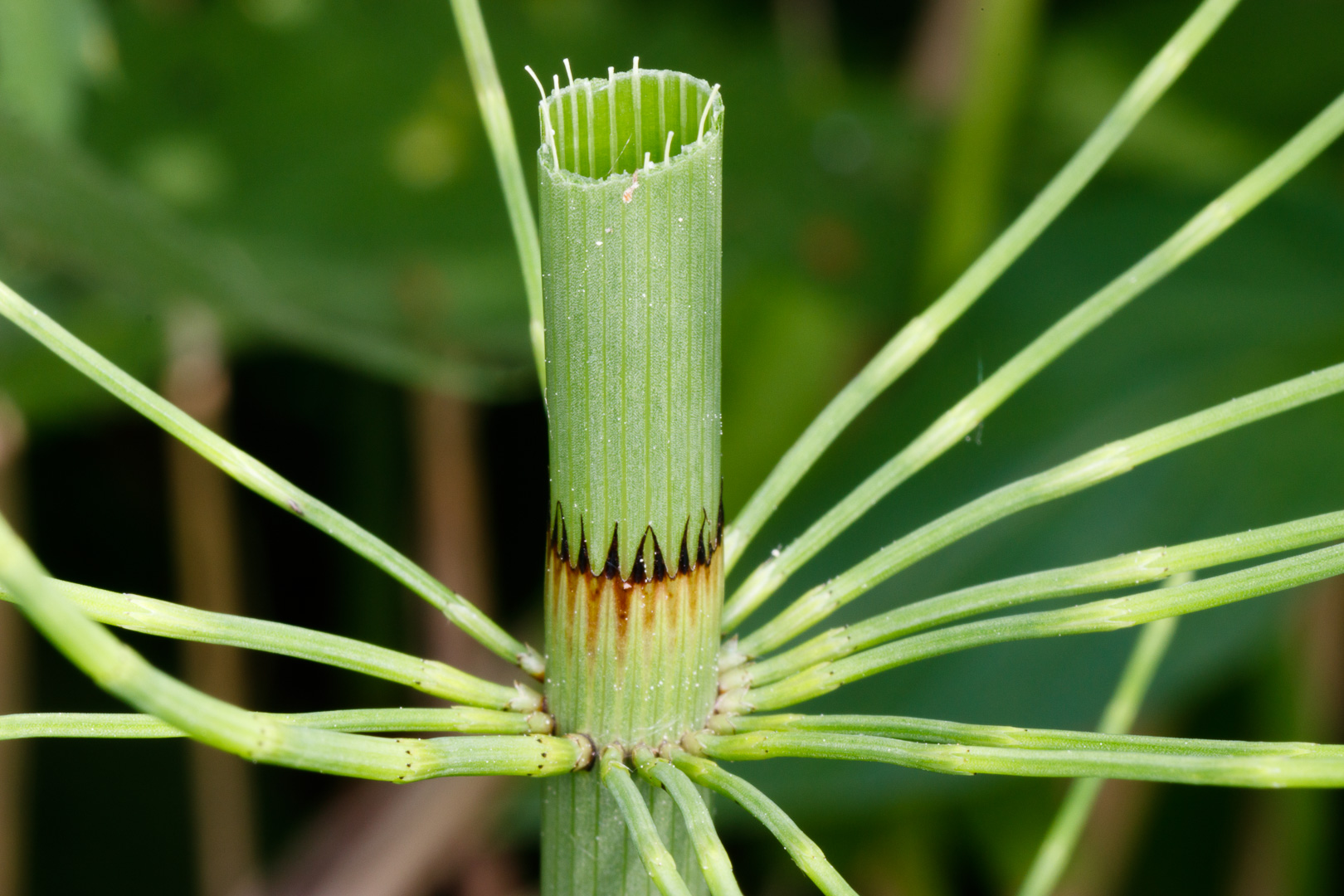
Skrzyp bagienny - przerwany pęd z widocznym kanałem powietrznym.

PokrójRoślina szuwarowa. Pędy płonne i zarodnionośne podobne, prosto wzniesione, walcowate, barwy szarozielonej.
ŁodygaDorasta do wysokości (30) 50 – 150 cm, szerokości 0,2-1,2 cm. Dęta, zielona, gładka, biało prążkowana, słabo rozgałęziona, z 10-30 płaskimi żeberkami. Kanał powietrzny zajmuje min. 4/5 średnicy łodygi. Bruzdkowane, długie międzywęźla i krótkie węzły. Z węzłów wyrastają  w okółkach boczne nieliczne rozgałęzienia.
LiścieZ węzłów wyrastają  także liście zrośnięte w tutkowate pochwy, które otulają łodygę w węzłach, tworząc wokół węzła ząbkowany kołnierzyk.  Pochwy  są długie na 1 cm, zielone, połyskujące, przylegające, zaś trójkątne lancetowate ząbki czarne, wąsko, biało obrzeżone, długie na 3-4 mm. Ząbków (10)15-30.
Kłos zarodnionośnyWieloboczne tarczowate liście zarodnionośne osadzone są na trzonkach i zebrane w kłos zaokrąglony na szczycie pędu płodnego. Kłos zbudowany jest ze skupionych na szczycie okółków wolnych liści zarodnionośnych, zakończonych tarczkami pod którymi znajdują się po kilka workowatych zarodnie wytwarzających liczne zarodniki, zaopatrzone w taśmowate wyrostki. Tworzenie i rozsiewanie zarodników odbywa się od maja do lipca. Zarodniki rozsiewane są przez wiatr (anemochoria).

## Biologia
RozwójBylina. Hydrofit, geofit. Zarodnikowanie odbywa się od maja do lipca. Skrzypy rozmnażają się nie tylko przez zarodniki, ale także przez kłącza lub tworzące się na nich bulwki.
BiotopRośnie na terenach bagiennych, w miejscach podmokłych, przy brzegach wód, w trzcinie. Tworzy gęste kobierce nad brzegami wód stojących na głębokości kilkudziesięciu cm do 1,5 m. Jest w Polsce rośliną pospolitą na całym niżu i w niższych położeniach górskich. Zasięgiem obejmuje całą Europę, północną Azję i Amerykę Północną. Gatunek światłolubny, związany z glebami kwaśnymi i ubogimi, stale podmokłymi.
FitosocjologiaJest gatunkiem charakterystycznym dla klasy (Cl.) roślinności szuwarowej Phragmitetea i zespołu roślinności (Ass.) Equisetetum fluviatilis.
Genetyka2n = 216